# Acanthobrama centisquama
Acanthobrama centisquama е вид сладководна лъчеперка от семейство Шаранови (Cyprinidae).

## Разпространение
Видът е разпространен в Сирия и Турция.